# Trzy „Zdrowaś Maryjo”
Nabożeństwo Trzech „Zdrowaś Maryjo” – nabożeństwo chrześcijańskie polegające na codziennym trzykrotnym odmawianiu modlitwy Zdrowaś Maryjo na cześć wielkich przywilejów Matki Bożej, tj. Mocy, Mądrości i Miłosierdzia, które otrzymała od Trójcy Świętej. W swojej formie bardzo przypomina modlitwę Anioł Pański i najprawdopodobniej jest jej pierwowzorem. Nabożeństwo Trzech Zdrowaś Maryjo, według Marii z Agredy, korzeniami swymi sięga początków Kościoła. Nabożeństwo Trzech Zdrowaś Maryjo było szczególnie propagowane przez czterech wielkich świętych: Mechtyldę, Antoniego z Padwy, Leonarda z Porto Maurizio i Alfonsa Liguori.
Święta Mechtylda i jej współsiostra zakonna święta Gertruda Wielka wierzyły, że otrzymały to nabożeństwo podczas objawienia od samej Najświętszej Maryi Panny.

## Modlitwa
Nabożeństwo Trzech Zdrowaś Maryjo przez wieki ewoluowało i przybierało różne formy. Obecna wersja tego nabożeństwa wywodzi się od świętych Leonarda z Porto Maurizio i świętego Alfonsa Liguori, Doktora Kościoła. Święci ci zalecali codzienne odmawianie, zawsze rano i wieczorem, Trzech Zdrowaś Maryjo, ale zawsze z dodatkiem po modlitwie Zdrowaś Maryjo następującego aktu strzelistego: "Maryjo, Matko moja, zachowaj mnie od grzechu śmiertelnego", albo "Przez Twoje Niepokalane Poczęcie, o Maryjo, oczyść ciało moje i uświęć duszę moją". W tej właśnie formie nabożeństwo Trzech Zdrowaś Maryjo zostało zatwierdzone i obdarzone odpustami przez papieży Leona XIII i świętego Piusa X, który oprócz tego zatwierdził Nowennę Trzech Zdrowaś Maryjo, zwaną też "Nowenną Skuteczną".